# كأس أوروبا الوسطى 1970–71
كأس أوروبا الوسطى 1970–71 هو الموسم 31 من كأس أوروبا الوسطى. كان عدد الأندية المشاركة فيه 16، وفاز فيه نادي سيليك زينيكا.